# Relazioni internazionali della Corea del Nord
Le relazioni internazionali della Corea del Nord (ufficialmente Repubblica Popolare Democratica di Corea) sono quell'insieme di rapporti diplomatici ed economici intrattenuti da tale stato con il resto del mondo.
Queste relazioni hanno preso forma a seguito del conflitto con i paesi capitalisti come la Corea del Sud, e dai suoi legami storici con il mondo comunista. Sia il governo della Corea del Nord che il governo di quella del sud affermano di essere il governo di tutta la Corea.
La guerra di Corea negli anni cinquanta non è riuscita a risolvere i vari problemi, lasciando la Corea del Nord bloccata in un confronto militare con la Corea del Sud.
All'inizio della guerra fredda, la Corea del Nord ha avuto rapporti diplomatici principalmente con i paesi del blocco comunista. 
Nei decenni successivi, il governo nordcoreano ha stabilito delle relazioni con i paesi in via di sviluppo unendosi al movimento dei paesi non allineati.
Quando il blocco comunista collassò tra il 1989 e il 1991, la Corea del Nord ha fatto sforzi per migliorare le relazioni diplomatiche con i paesi capitalisti sviluppati. Allo stesso tempo, ci sono stati sforzi internazionali per risolvere le tensioni nella penisola coreana, soprattutto quando la Corea del Nord ha cominciato a realizzare il suo arsenale nucleare.

## Storia
Dopo il 1945, l'Unione Sovietica fornì aiuti economici e militari per permettere l'attacco nordcoreano e l'invasione della Corea del Sud del 1950.
Gli aiuti sovietici continuarono ad alti livelli durante la guerra di Corea e, dopo la fine delle ostilità, l'Unione Sovietica fu largamente responsabile della ricostruzione dell'economia nordcoreana. Nel 1961, la Corea del Nord concluse dei trattati formali di reciproca sicurezza con l'Unione Sovietica e la Cina. In origine la Corea del Nord fu riconosciuta solo dai paesi del blocco comunista e il primo Stato non comunista a riconoscerla fu l'Algeria nel 1958.
La Repubblica Democratica Tedesca rappresentò un'importante risorsa economica per la Corea del Nord. Il leader tedesco Erich Honecker, che visitò la Corea nel 1977, fu uno dei più stretti amici stranieri di Kim Il-sung. Quando iniziò il dialogo tra le due Coree nel 1972, la Corea del Nord iniziò ad essere riconosciuta da molti stati non appartenenti al blocco comunista. Nel giro di quattro anni arrivò ad essere riconosciuta da 93 paesi. Nel 1975 aderì al movimento dei paesi non allineati.
La caduta dei regimi comunisti nell'Europa orientale nel 1989 e la dissoluzione dell'Unione Sovietica nel 1991 portarono ad un brusco calo degli aiuti alla Corea del Nord e allo stesso tempo una diminuzione dei rapporti con la Russia.
Nel settembre del 1991, la Corea del Nord è diventata un membro delle Nazioni Unite.

## Relazioni bilaterali
Relazioni diplomatiche stabilite
     Relazioni diplomatiche terminate

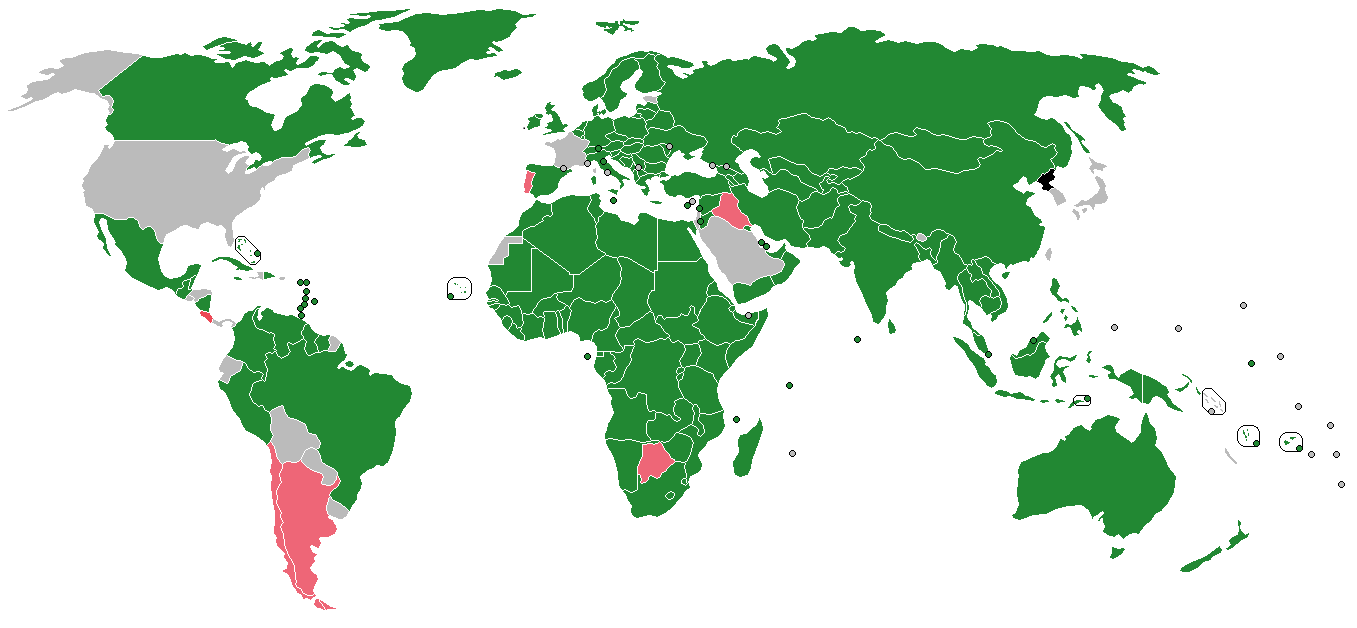
Relazioni diplomatiche stabilite
Relazioni diplomatiche terminate

La Corea del Nord è spesso percepita come un "regno eremita" completamente isolato dal resto del mondo. In verità, questo Stato mantiene relazioni diplomatiche con molti paesi.
La Corea del Nord mantiene delle relazioni diplomatiche con 164 stati indipendenti e con la Palestina, la Repubblica Democratica Araba dei Sahrawi e l'Unione europea.
Sono terminate invece le relazioni diplomatiche con Argentina, Iraq, Botswana e Ucraina e non sono state stabilite relazioni diplomatiche con:
- In Nord America: El Salvador, Haiti, Honduras, Panama, e Stati Uniti d'America.
- In Sud America: Bolivia, Ecuador, Paraguay e Uruguay.
- In Europa: Andorra, Estonia, Francia, Monaco, Città del Vaticano e Malta
- In Asia: Bhutan, Israele, Giappone, Arabia Saudita e Taiwan. Non viene inoltre riconosciuta la Corea del Sud come uno Stato legittimo.
- In Oceania: Isole Cook, Kiribati, Isole Marshall, Micronesia, Niue, Palau, Samoa, Isole Salomone, Tonga, Tuvalu

## Europa

### Francia
La Francia è assieme all'Estonia una delle due nazioni dell'Unione europea a non avere relazioni diplomatiche con la Corea del Nord. Non esistono ambasciate francesi a Pyongyang né ambasciate nordcoreane a Parigi. Tuttavia è presente un ufficio diplomatico nei pressi di Neuilly-sur-Seine.
La Francia si è detta disposta a stabilire relazioni diplomatiche con la Corea del Nord solo quando quest'ultima abbandonerà le armi nucleari e migliorerà la situazione dei diritti umani nel proprio paese.

### Ucraina
L'Ucraina ha interrotto le relazioni diplomatiche nel 2022, dopo che Pyongyang ha riconosciuto l'indipendenza delle repubbliche separatiste del Donbass.

## Asia

### Israele
Le relazioni con Israele sono ostili e la Corea del Nord non lo riconosce come stato. Dal 1988 invece riconosce la sovranità della Palestina sul territorio israeliano.

### Giappone
Il Giappone, insieme alla Corea del Sud e gli Stati Uniti d'America, è uno dei pochi paesi a non avere relazioni o ad essere in stato di guerra con la Corea del Nord. Attualmente il Giappone non riconosce la legittimità dello stato nordcoreano.

### Malaysia
Dopo l'assassinio di Kim Jong-nam tramite avvelenamento presso l'aeroporto Internazionale di Kuala Lumpur presumibilmente sotto gli ordini del leader nordcoreano e suo fratellastro Kim Jong-un, le relazioni tra i due paesi sono peggiorate, portando la Malaysia a ritirare il suo ambasciatore dalla Corea del Nord e a espellere il corrispettivo nordcoreano dal proprio paese.

## America

### Stati Uniti d'America
I rapporti tra Stati Uniti d'America e Corea del Nord sono ostili e si sono sviluppati soprattutto durante la guerra di Corea. Il governo nordcoreano ha più volte minacciato gli Stati Uniti di un attacco nucleare.
Nel 2002 il presidente americano George W. Bush ha usato il termine "asse del male" riferendosi ad un ipotetico complotto di nazioni favorevoli al terrorismo internazionale e impegnate nello sviluppo di armi di distruzione di massa. Le nazioni esplicitamente citate da Bush in quella occasione furono Iraq, Iran e Corea del Nord.
Nell'aprile del 2017 la situazione è peggiorata a causa del programma nucleare della Corea del nord e delle manovre statunitensi nella Corea del Sud in risposta alle esercitazioni missilistiche nordcoreane.
Nel 2018 avvengono i primi tentativi di dialogo, con il presidente Trump: nel giugno dello stesso anno, infatti, avviene, per la prima volta, un incontro tra i capi di stato dei due paesi, nello storico vertice a Singapore, durante il quale vengono presi dei propositi diplomatici da entrambi. L'anno seguente, Trump, in visita nella penisola coreana, oltrepassa simbolicamente a piedi il confine tra le due Coree, al di là del quale viene accolto da Kim Jong Un, col quale avviene una simbolica stretta di mano. In quest'occasione, Trump diventa il primo presidente americano in territorio nordcoreano.

## Relazioni diplomatiche per anno in cui sono state stabilite
| Stato                                                      | Data       |
| ---------------------------------------------------------- | ---------- |
| URSS/ Russia                                               | 12/10/1948 |
| Mongolia                                                   | 15/10/1948 |
| Polonia                                                    | 16/10/1948 |
| Jugoslavia/ Serbia                                         | 30/10/1948 |
| Romania                                                    | 03/11/1948 |
| Ungheria                                                   | 11/11/1948 |
| Albania                                                    | 29/11/1948 |
| Bulgaria                                                   | 29/11/1948 |
| Cecoslovacchia                                             | 1948       |
| Cina                                                       | 06/10/1949 |
| Germania Est                                               | 1949       |
| Vietnam del Nord/ Vietnam                                  | 31/01/1950 |
| Algeria                                                    | 25/09/1958 |
| Guinea                                                     | 08/10/1958 |
| Cuba                                                       | 29/08/1960 |
| Mali                                                       | 29/08/1961 |
| Yemen del Nord/ Yemen                                      | 09/03/1963 |
| Egitto                                                     | 04/08/1963 |
| Indonesia                                                  | 16/48/1964 |
| Mauritania                                                 | 12/11/1964 |
| Repubblica del Congo                                       | 24/12/1964 |
| Cambogia                                                   | 28/12/1964 |
| Ghana                                                      | 28/12/1964 |
| Tanzania                                                   | 13/01/1965 |
| Siria                                                      | 25/07/1966 |
| Palestina                                                  | 1966       |
| Burundi                                                    | 12/03/1967 |
| Somalia                                                    | 13/04/1967 |
| Iraq                                                       | 30/01/1968 |
| Yemen del Sud                                              | 1968       |
| Guinea Equatoriale                                         | 30/01/1969 |
| Zambia                                                     | 12/04/1969 |
| Ciad                                                       | 08/05/1969 |
| Sudan                                                      | 21/06/1969 |
| Rep. Centrafricana                                         | 05/09/1969 |
| Maldive                                                    | 14/06/1970 |
| Sri Lanka                                                  | 15/07/1970 |
| Sierra Leone                                               | 14/10/1971 |
| Malta                                                      | 20/12/1971 |
| Camerun                                                    | 03/03/1972 |
| Ruanda                                                     | 22/04/1972 |
| Cile                                                       | 01/06/1972 |
| Uganda                                                     | 02/08/1972 |
| Senegal                                                    | 08/09/1972 |
| Burkina Faso                                               | 11/10/1972 |
| Pakistan                                                   | 09/11/1972 |
| Madagascar                                                 | 16/11/1972 |
| Zaire/ RD del Congo                                        | 15/12/1972 |
| Togo                                                       | 31/01/1973 |
| Benin                                                      | 05/02/1973 |
| Gambia                                                     | 02/03/1973 |
| Mauritius                                                  | 16/03/1973 |
| Svezia                                                     | 07/04/1973 |
| Stato Imperiale dell'Iran/ Iran                            | 15/04/1973 |
| Finlandia                                                  | 01/06/1973 |
| Norvegia                                                   | 22/06/1973 |
| Malaysia                                                   | 30/06/1973 |
| Danimarca                                                  | 17/07/1973 |
| Islanda                                                    | 27/07/1973 |
| Bangladesh                                                 | 09/12/1973 |
| India                                                      | 10/12/1973 |
| Liberia                                                    | 20/12/1973 |
| Afghanistan                                                | 26/12/1973 |
| Argentina                                                  | 1973       |
| Libia                                                      | 23/01/1974 |
| Gabon                                                      | 29/01/1974 |
| Costa Rica                                                 | 10/02/1974 |
| Guinea-Bissau                                              | 16/03/1974 |
| Nepal                                                      | 15/05/1974 |
| Guyana                                                     | 18/05/1974 |
| Laos                                                       | 24/06/1974 |
| Giordania                                                  | 05/07/1974 |
| Niger                                                      | 06/09/1974 |
| Giamaica                                                   | 09/10/1974 |
| Venezuela                                                  | 28/10/1974 |
| Austria                                                    | 17/12/1974 |
| Svizzera                                                   | 20/12/1974 |
| Botswana                                                   | 27/12/1974 |
| Australia                                                  | 31/12/1974 |
| Figi                                                       | 14/04/1975 |
| Portogallo                                                 | 15/04/1975 |
| Thailandia                                                 | 08/05/1975 |
| Kenya                                                      | 12/05/1975 |
| Derg/ Etiopia                                              | 05/06/1975 |
| Mozambico                                                  | 25/06/1975 |
| Tunisia                                                    | 03/08/1975 |
| São Tomé e Príncipe                                        | 09/08/1975 |
| Capo Verde                                                 | 18/08/1975 |
| Singapore                                                  | 08/11/1975 |
| Comore                                                     | 13/11/1975 |
| Angola                                                     | 16/11/1975 |
| Repubblica Socialista dell'Unione della Birmania/ Birmania | 1975       |
| Repubblica Democratica Araba dei Sahrawi                   | 16/03/1976 |
| Nigeria                                                    | 25/05/1976 |
| Papua Nuova Guinea                                         | 01/06/1976 |
| Seychelles                                                 | 28/06/1976 |
| Barbados                                                   | 05/12/1977 |
| Grenada                                                    | 06/05/1979 |
| Nicaragua                                                  | 21/08/1979 |
| Saint Lucia                                                | 13/09/1979 |
| Zimbabwe                                                   | 18/04/1980 |
| Lesotho                                                    | 19/07/1980 |
| Messico                                                    | 09/09/1980 |
| Libano                                                     | 12/02/1981 |
| Vanuatu                                                    | 01/10/1981 |
| Nauru                                                      | 25/02/1982 |
| Malawi                                                     | 25/06/1982 |
| Suriname                                                   | 11/10/1982 |
| Costa d'Avorio                                             | 09/01/1985 |
| Trinidad e Tobago                                          | 22/01/1986 |
| Colombia                                                   | 24/10/1988 |
| Perù                                                       | 15/12/1988 |
| Marocco                                                    | 13/02/1989 |
| Namibia                                                    | 22/03/1990 |
| Saint Vincent e Grenadine                                  | 16/08/1990 |
| Antigua e Barbuda                                          | 27/11/1990 |
| Dominica                                                   | 21/01/1991 |
| Bahamas                                                    | 16/05/1991 |
| Belize                                                     | 20/06/1991 |
| Lituania                                                   | 25/09/1991 |
| Lettonia                                                   | 26/06/1991 |
| Saint Kitts e Nevis                                        | 13/12/1991 |
| Cipro                                                      | 23/12/1991 |
| Ucraina                                                    | 09/01/1991 |
| Turkmenistan                                               | 10/01/1992 |
| Kirghizistan                                               | 21/01/1992 |
| Kazakistan                                                 | 28/01/1992 |
| Azerbaigian                                                | 30/01/1992 |
| Moldavia                                                   | 30/01/1992 |
| Bielorussia                                                | 03/02/1992 |
| Tagikistan                                                 | 05/02/1992 |
| Uzbekistan                                                 | 07/02/1992 |
| Armenia                                                    | 13/02/1992 |
| Oman                                                       | 20/05/1992 |
| Slovenia                                                   | 08/09/1992 |
| Croazia                                                    | 30/11/1992 |
| Rep. Ceca                                                  | 01/01/1993 |
| Slovacchia                                                 | 01/01/1993 |
| Qatar                                                      | 11/01/1993 |
| Eritrea                                                    | 25/05/1992 |
| Gibuti                                                     | 13/06/1993 |
| Macedonia/ Macedonia del Nord                              | 02/11/1993 |
| Georgia                                                    | 03/11/1994 |
| Bosnia ed Erzegovina                                       | 19/01/1996 |
| Sudafrica                                                  | 10/08/1998 |
| Brunei                                                     | 07/01/1999 |
| Italia                                                     | 04/01/2000 |
| Filippine                                                  | 12/07/2000 |
| Regno Unito                                                | 12/12/2000 |
| Paesi Bassi                                                | 15/01/2001 |
| Belgio                                                     | 13/01/2001 |
| Canada                                                     | 06/02/2001 |
| Spagna                                                     | 07/02/2001 |
| Germania                                                   | 01/03/2001 |
| Lussemburgo                                                | 05/06/2001 |
| Grecia                                                     | 08/03/2001 |
| Brasile                                                    | 09/03/2001 |
| Nuova Zelanda                                              | 26/03/2001 |
| Kuwait                                                     | 04/04/2001 |
| Liechtenstein                                              | 02/05/2001 |
| Unione Europea                                             | 05/14/2001 |
| Bahrein                                                    | 23/05/2001 |
| Turchia                                                    | 27/06/2001 |
| Timor Est                                                  | 05/11/2002 |
| Irlanda                                                    | 10/12/2003 |
| San Marino                                                 | 13/05/2004 |
| Montenegro                                                 | 16/07/2007 |
| Emirati Arabi Uniti                                        | 17/09/2007 |
| Swaziland/ eSwatini                                        | 20/09/2007 |
| Rep. Dominicana                                            | 24/09/2007 |
| Guatemala                                                  | 26/09/2007 |
| Sudan del Sud                                              | 18/11/2011 |